# Gidrán harcjármű
A Gidrán 4×4 egy új generációs MRAP/M-ATV kategóriájú katonai jármű, amelynek alapját a török Nurol Makina által gyártott Ejder Yalçın adja. A páncélozott járművek első példányai 2021 februárjában kerültek a Magyar Honvédség állományába – a flotta végső mérete mintegy 400-450 jármű lesz várhatóan.

## Fejlesztése
A jármű eredeti török neve Ejder, amely sárkányt jelent, viszont a Magyar Honvédség egy igen jelentős történelmi háttérrel rendelkező magyar lófajtáról, a gidránról nevezte el. A Gidrán platform új magyar közös vállalkozással történő fejlesztését 2020. december 21-én jelentették be Budapesten. A Rheinmetall Hungary Zrt. magyar partnere a HT Division Zrt. lesz a gyártásban, amely a fejlesztő török Nurol Makina licencével és műszaki támogatásával valósul meg. A harcjárművek gyártása au eredeti tervek szerint Kaposváron történt volna, ez a terv azonban nem valósult meg.

## Kialakítása és jellemzői
A Gidrán egy négykerék-meghajtású M-ATV (MRAP All Terrain Vehicle – M-ATV) kategóriájú harcjármű. M-ATV járművek az elmúlt másfél-két évtized MRAP járműveinek új generációját jelentik: stabilabbak, jobb menettulajdonságokkal és szerteágazóbb feladatokat képesek ellátni.
A „magyar M-ATV” járművet egy hathengeres Cummins ISL9E3 8,9 literes dízelmotor mozgatja, amely 275 KW vagyis 375 LE teljesítményt ad le 2100 fordulat/perc mellett. Automata sebességváltó adja át a motor erejét az állítható nyomású kerekeknek, melyek defekt esetén is működőképesek maradnak legalább 30 kilométeren át, bár a jármű sebessége ekkor 50 km/h-ra korlátozódik.
A Gidrán páncélzata a STANAG 4569 szabvány szerint 3. szintű vagyis 7,62 mm-es páncéltörő lövedékek ellen minden irányból védett. Ezen felül kibírja a 10 kg tömegű aknák robbanását a kerekek alatt, karosszéria alatt 6 kg TNT robbanásnak is ellenáll. A jármű útszéli bombák (IED) ellen is védett: az ajtók mellett felrobbanó 50 kg TNT sem tehet kárt utasaiban. Védettsége jelentősen meghaladja a Honvédség által is használt BTR–80-asok védelmét. A Gidránt kifejlesztő Nurol Makina A.Ş. vállalat büszke rá, hogy még soha senki nem veszítette életét járműveikben, noha számos éles bevetésen túl vannak már.
A jármű személyzete 2 fő (járművezető + fegyverkezelő), és további 9 főt képes szállítani, illetve a harctevékenységét támogatni a SARP típusú fegyvertoronnyal (RCWS/RWS). A torony többféle fegyvert képes befogadni és használni: 7,62 mm-es géppuskától kezdve a 12,7 mm nehéz géppuskán át a 40 mm-es automata gránátvetőig (pl. MK19 vagy GMG) bezárólag sokféle fegyverzete lehet. A Honvédség szinte minden fegyvertornyát a sokoldalú 12,7 mm-es FN/Browning M2HB nehéz géppuskákkal szereli fel a publikusan elérhető fotók tanúsága szerint. Ehhez a fegyverhez 400 lőszert tárolhat a torony lőszeres rekesze. A 12,7 mm M2HB géppuska API lőszere 900 méterről 22 mm homogén acélpáncélt (RHA) képes átütni merőleges becsapódás esetén. Ezzel a fegyverzettel a Gidrán akár BTR–80 páncélzatát is képes átlőni. A SARP torony tömege fegyverzet és lőszer nélkül 165 kg, mintegy 75 centit ad hozzá a jármű magasságához. A teljesen stabilizált torony -30 és +60 fok közötti tartományban emelhető és 360 fokban körbeforgatható. Irányzásra egy 25x nagyítást lehetővé tevő nappali kamera, éjszaka is használható hőkamera, valamint egy lézertávmérő szolgál. A hőkamera érzékenységét jól mutatja, hogy a célon áthatoló lövedékek keltette lyuk még meleg peremét is képes több száz méterről érzékelni. Az irányzó rendszer szoftvere intelligens: automatikusan jelzi a képernyőn a lehetséges célokat és automatikusan követi, célba veszi azokat. A kezelőnek csupán a célt kell kiválasztania és tüzelnie. Szükség esetén a tetőnyíláson kibújva toronyfegyverzet manuálisan is használható. A Gidránok hasznos eszköze az Aselsan cég SEDA akusztikus lövésdetektáló műszere, amely akár 2 kilométerről képes meghatározni a lövés irányát és hozzávetőleges távolságát. A SEDA integrálva van a fegyvertoronyhoz, így az automatikusan a lövés irányába fordul és már mehet is az ellencsapás. Az orvlövészt még az álcázás sem védheti meg: az érzékeny hőkamera szinte biztosan megtalálja. SEDA lövésdetektáló várhatóan nem lesz minden honvédségi Gidrán része, inkább a felderítő feladatkörű járművek kapják meg.

## A Magyar Honvédségben
A Honvédség érdeklődését a jármű iránt a 2017-es szlovákiai próbák keltették fel, ahol a magyar haderő képviselői is jelen voltak. A saját tesztek eredményei és török hadsereg járműhöz köthető szíriai tapasztalatai vezettek a jármű beszerzéséről illetve gyártásáról szóló döntéshez. A 2021 februárjában megérkező első 10 példány a tatai 25. Klapka György Lövészdandár 36. páncéltörő osztályához került, ahol jó darabig kiképzés lesz a feladatuk. 2023-ban további 32 Gidrán érkezett be Tatára. Ezek Kaposváron kerültek végszerelésre.
Ezek nagy része a 101.  tüzérosztály állományába kerül és tüzérbemérő, kidolgozó és felderítő felépítményű járművek lesznek. A felderítők a hőkamerákkal és mozgócél-felderítő radarokkal lesznek felszerelve. Az érzékelő-rendszer magyar fejlesztésű lesz: az izraeli ELBIT többségi tulajdonában lévő, de magyar szakembergárdával és központtal működő Pro Patria Electronics Kft. terméke kerül beépítésre a felderítő Gidránokba.
2022. április 25-én bemutatták a Gidrán harcjármű tüzérbemérő, kidolgozó és felderítő felépítményű illetve 120 mm-es Ragnarök aknavetővel felszerelt változatának prototípusát.

2023 október 31-én egyetértési megállapodást írt alá vegyesvállalat alapításáról a Rába Autóipari Holding Nyrt., a Gidránokat eddig gyártó NUROL Makina valamint az N7 Holding Zrt képviselői, amely egy közös győri gyártóüzem létrehozását célozza a Gidrán harcjárművek számára. A gyár hazai és export igényeket egyformán kiszolgál majd a tervek szerint.

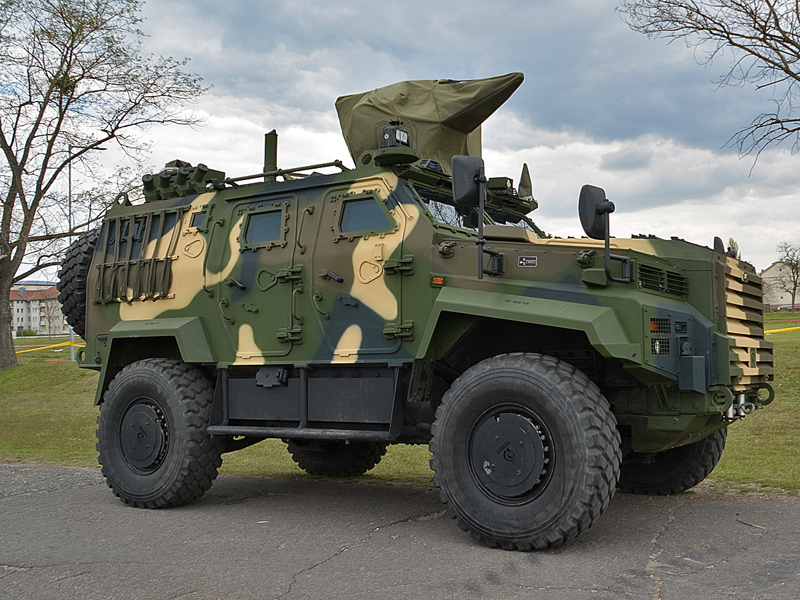
A Magyar Honvédség egyik Gidránja letakart géppuskával
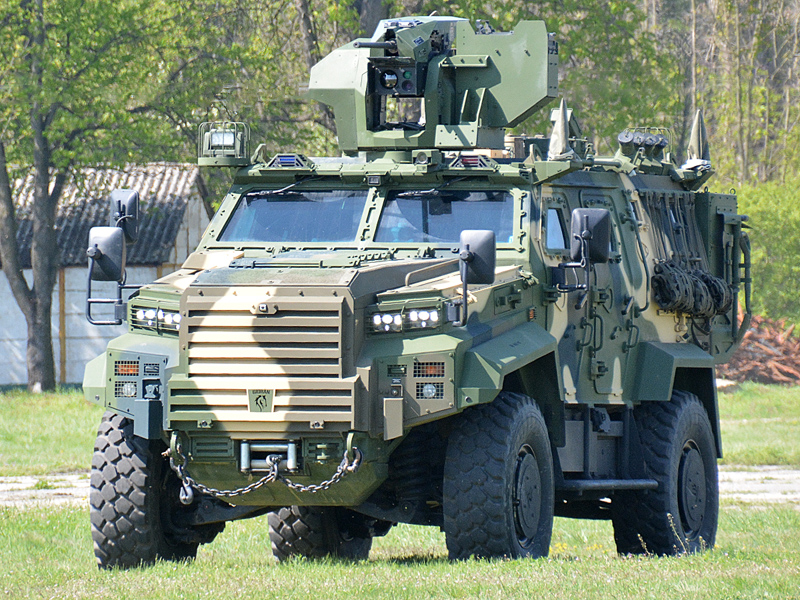
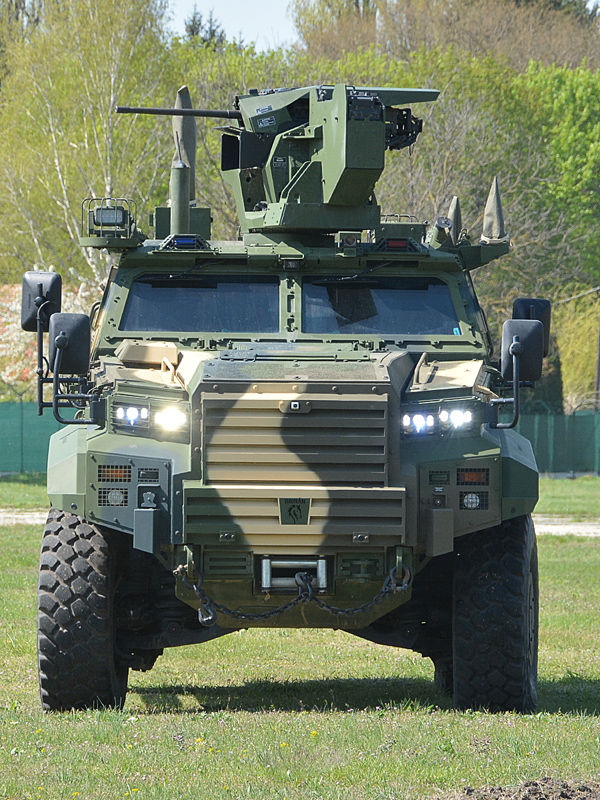
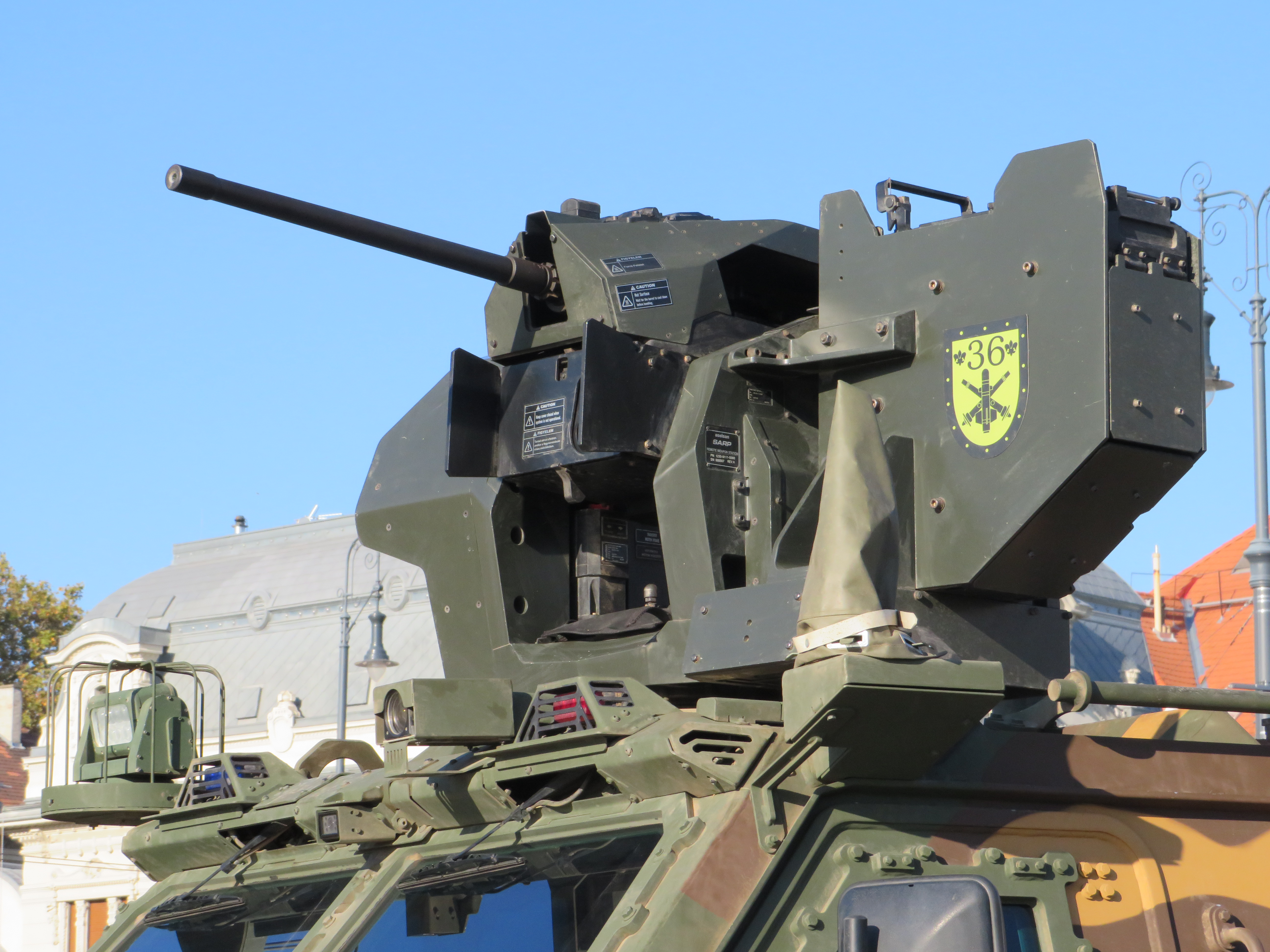
A török SARP távirányított fegyverrendszer M2HB nehéz géppuskával
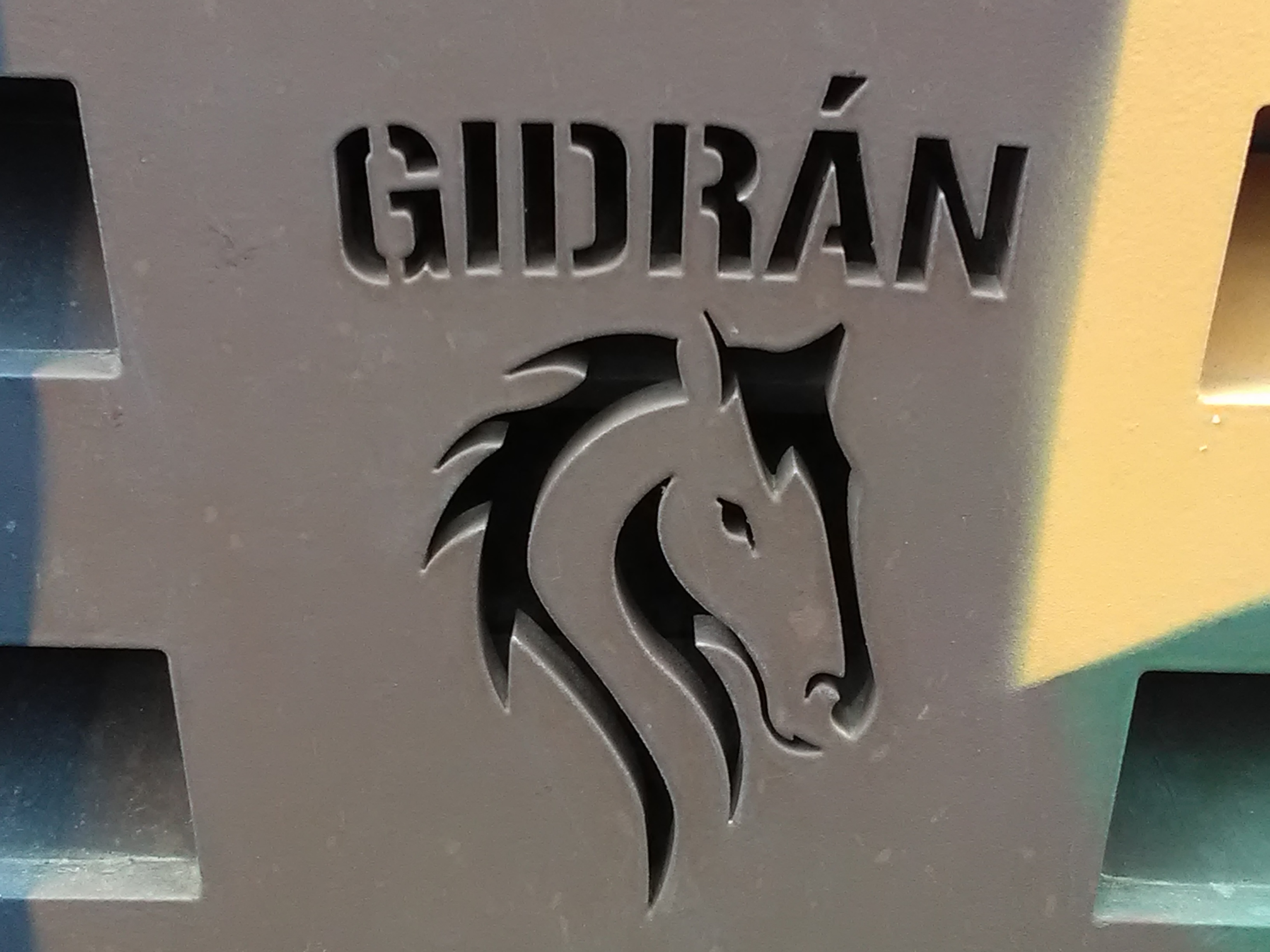
A Gidrán "márka" logója
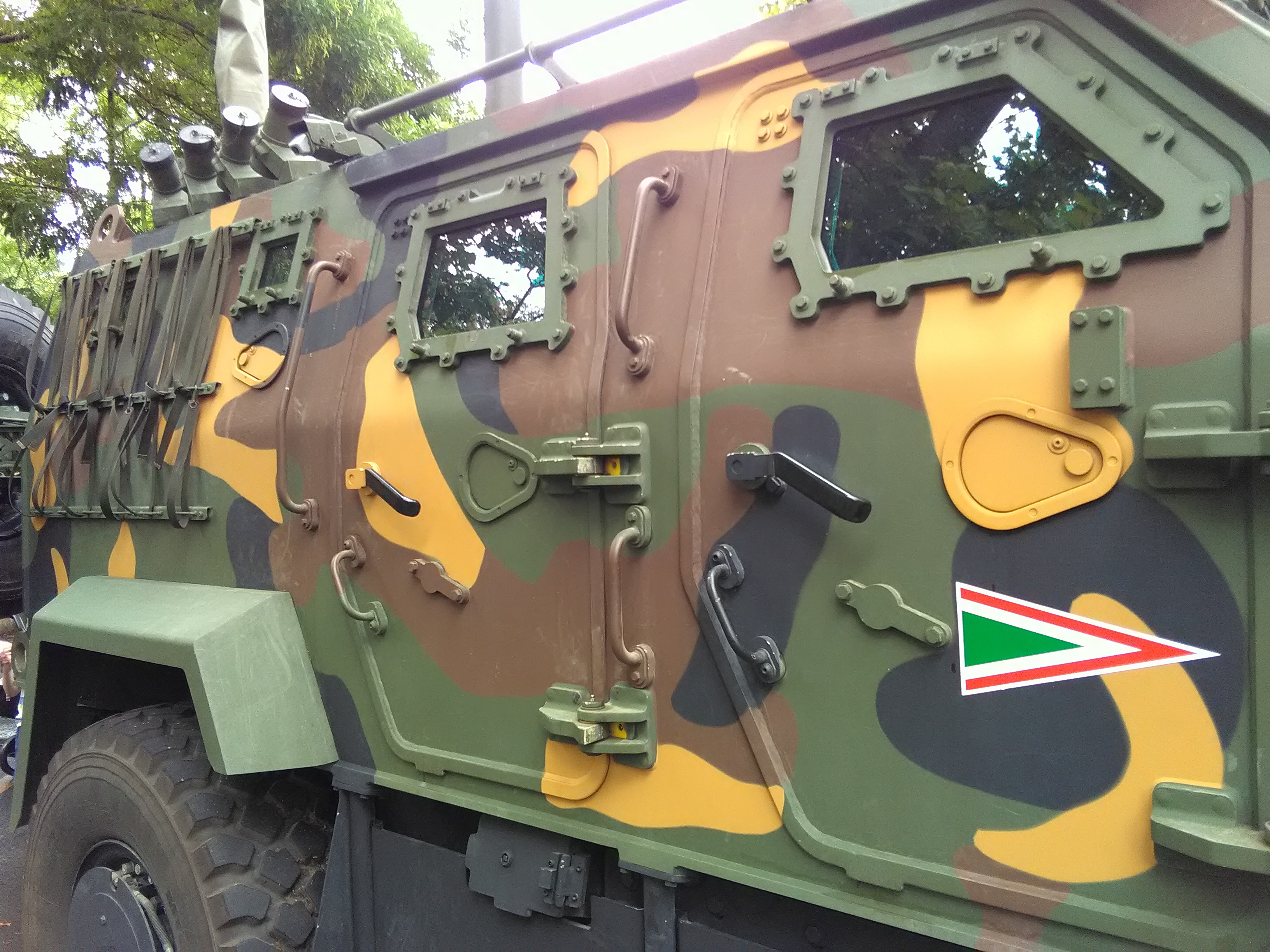
Egy korai Gidrán nem a megrendelői igényeknek megfelelő festéssel - azóta valamennyi járművet átfestették.

## Változatok
A harcjárműnek a következő változatai elérhetőek a Nurol Makina kínálatában: 
- Páncéltörő rakétás jármű (ATGM) változat – ilyen kialakítású járművek hazai rendszeresítése valószínű, hiszen a tatai 36. páncéltörő osztály fegyverzete erősen korszerűsítésre szorul. Mind a járművek, mind a páncéltörő rakéták menthetetlenül elavultak. A rakéták váltótípusa várhatóan a Spike LR2 lesz, amelyből a Honvédség már meg is rendelt valamennyit.[10]
- Mobil vezetési pont (C2/C3 – parancsnoki jármű) – ilyen kialakítású járművek hazai rendszeresítése valószínű
- Önjáró aknavető – egy 120 mm-es Rheinmetall Ragnarök automatikus irányzású aknavetőjével felszerelt Gidrán prototípusa már bemutatásra került 2022 áprilisában.[11]
- Légvédelmi rakétás jármű (VSHORAD) – ilyen kialakítású járművek hazai rendszeresítése a közeljövőben nem valószínű. A Honvédség dandárjaink légvédelmét a Lynx alapú Skyrangerekkel tervezik megoldani a már meglévő Mistral és NASAMS légvédelmi rendszerek mellett.
- Tüzérbemérő, kidolgozó és felderítő felépítményű jármű – ezek beérkezése várható rövidesen Tatára a 101. tüzérosztály állományába a magyar fejlesztésű felderítő műszerekkel együtt.[4]
- Csapatszállítóként – ilyen kialakítású járművek hazai rendszeresítése valószínű
- Vegyi, biológiai és sugár felderítő jármű – ilyen kialakítású járművek hazai rendszeresítése valószínű
- Aknakereső és tűzszerész jármű
- Páncélozott mentőautóként – ilyen kialakítású járművek hazai rendszeresítése valószínű
- Elektronikai harcra (EW) optimalizált jármű – ilyen kialakítású járművek hazai rendszeresítése nem valószínű, a MH-nak jelenleg nincs EW alakulata, bár ez a későbbiekben változhat.